# Trappistinnenabtei Brialmont

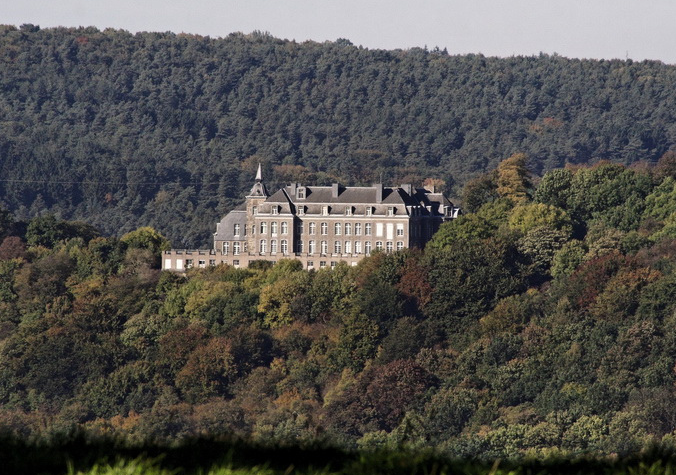
Abtei Brialmont

Die Trappistinnenabtei Brialmont ist seit 1961 ein Kloster in Tilff, Esneux, Bistum Lüttich.

## Geschichte
Charles Van der Cruyssen, Abt der 1926 neu besiedelten Abtei Orval, und Thomas Louis Heylen (1899–1941), Bischof von Namur, gründeten 1934 in zwei Prioraten in Sorée, Gesves, und Saint-Gérard, Mettet, mit einer Schar Postulantinnen die Société des Bernardines Réparatrices („Gesellschaft der Bernhardinerinnen der Wiedergutmachung“) als Antwort auf die Enzyklika Miserentissimus Redemptor („Erbarmungsvollster Erlöser. Über die allgemein geschuldete Wiedergutmachung gegenüber dem Heiligsten Herzen Jesu“) von Papst Pius XI. Die Gesellschaft, ab 1936 Kongregation, lebte ab 1939 nach dem Zisterzienserritus und beging 1941 die Feierliche Profess von sieben Nonnen. 1961 wechselte die Gemeinschaft von Sorée nach Brialmont in Tilff, südlich Lüttich. Das Kloster Notre Dame de Brialmont wurde zur Abtei erhoben und 1975 offiziell in den Zisterzienserorden der Strengen Observanz (Trappisten) eingegliedert. 1976 wechselte die Gemeinschaft von Saint-Gérard ebenfalls nach Brialmont. Papst Johannes Paul II. besuchte das Kloster im Mai 1985. Das Kloster bezieht seinen Unterhalt vornehmlich aus der eigenen Champignonzucht.

## Oberinnen und Äbtissinnen
- Julienne Angenot (1941–1959)
- Alix Streicher (1959–1986)
- Colette Grévisse (1986–2006)
- Marie-Pascale Dran (2006–)